# Антимонид лития
Антимонид лития — бинарное неорганическое соединение
лития и сурьмы с формулой Li3Sb,
темно-серые кристаллы,
реагирует с водой.

## Получение
- Сплавление чистых веществ:

{\displaystyle {\mathsf {3Li+Sb\ {\xrightarrow {812^{o}C}}\ Li_{3}Sb}}}

## Физические свойства
Антимонид лития образует темно-серые кристаллы
кубической сингонии,
пространственная группа P m3m,
параметры ячейки a = 0,65709 нм, Z = 4.
При температуре 650°С происходит переход в фазу
гексагональной сингонии,
пространственная группа P 63/mmc,
параметры ячейки a = 0,46884 нм, c = 0,83258 нм, Z = 2.

## Химические свойства
- Реагирует с водой:

{\displaystyle {\mathsf {Li_{3}Sb+3H_{2}O\ {\xrightarrow {}}\ 3LiOH+H_{3}Sb\uparrow }}}